# NGC 2906
NGC 2906 ist eine Spiralgalaxie vom Hubble-Typ Sc im Sternbild Löwe auf der Ekliptik. Sie ist schätzungsweise 90 Millionen Lichtjahre von der Milchstraße entfernt und hat einen Durchmesser von etwa 35.000 Lj. Die Entfernungsmessungen basierend auf den Radialgeschwindigkeiten stimmen nicht mit den rotverschiebungsunabhängigen Entfernungsschätzungen von 127 ± 25 Millionen Lichtjahren überein.
Im selben Himmelsareal befinden sich u. a. die Galaxien NGC 2894 und IC 540.
Die Typ-II-Supernova SN 2005ip wurde hier von T. Boles am 6. November 2005 beobachtet.  Sie wurde mit einem 0,35-m-Refraktor mit einer geschätzten Helligkeit von 15,5 entdeckt.
Das Objekt wurde am 28. Dezember 1785 von Wilhelm Herschel entdeckt.